# Les fausses apparences ou L’amant jaloux
Les fausses apparences ou L’amant jaloux (deutscher Titel: Der eifersüchtige Liebhaber) ist eine Opéra-comique (Originalbezeichnung: „Comédie“) in drei Akten des französischen Komponisten André-Ernest-Modeste Grétry. Das Libretto stammt von Thomas Hales nach dem Roman The Wonder: A Woman Keeps a Secret von Susanna Centlivre. Die Uraufführung fand am 20. November 1778 im Schloss Versailles statt. Das Werk wurde Jean-Charles-Pierre Lenoir dem Polizeipräfekten (lieutenant-général de police) und königlichem Bibliothekar gewidmet.

## Handlung
In der Oper geht es um Liebe, Eifersucht und um Kreuzverwechslungen. Am Ende finden sich, fast schon in klassischer Operettentradition, die richtigen Paare zu einem Happy End zusammen.

## Weitere Anmerkungen
Das Orchester der Oper besteht aus zwei Flöten, zwei Oboen, zwei Fagotten, zwei Hörnern, zwei Mandolinen und Streichern. Wie in der Opéra-comique üblich besitzt das Werk gesprochene Dialoge.
Bei der Uraufführung am 20. November 1778 in Versailles sangen unter anderem Marie-Jeanne Trial-Milon (Léonore), Jean-Baptiste Guignard „Clairval“ (Florival) und Rose-Louise Dugazon (Jacinthe).
Der Musikforscher David Charlton ist der Ansicht, dass diese Oper den Librettisten Lorenzo Da Ponte und Wolfgang Amadeus Mozart beeinflusst habe. Er sieht diesen Einfluss vor allem in deren Oper Le nozze di Figaro. Von den Musiknummern der Oper hat sich vor allem die von Mandolinen begleitete Serenade „Tandis que tout sommeille“ erhalten. Die Oper wurde im ersten Jahrzehnts ihres Bestehens 150 Mal aufgeführt und gehörte damit zu den erfolgreichsten Werken des Komponisten. Regelmäßige Aufführungen gab es bis 1821. Eine Neuauflage im Jahr 1850 brachte es nochmals auf 24 Vorstellungen. Noch im 18. Jahrhundert gelangte die Oper an nicht-französische Bühnen wie Mannheim (1782), Warschau und Kopenhagen (1787) und Stockholm (1790). Auch aus dem 20. Jahrhundert sind Aufführungen belegt wie in Lüttich (1930), Genf (1931) und Neuburg an der Donau (1980). Heute gehört das Werk nicht zum Standardrepertoire der Opernhäuser. Es wird eher selten gespielt.

## Neuinszenierungen und DVD/CD-Einspielungen
Im Jahr 2009 kam es zu einer Neuinszenierung am Schauplatz der Uraufführung im Schlosstheater von Versailles. Im Dezember 2015 wurde das Werk auch an der Pinchgut Opera in Sydney gespielt. Es existiert eine DVD-Aufnahme aus dem Jahr 2010 mit Magali Léger, Claire Debono, Maryline Fallot, Frédéric Antoun, Brad Cooper, Vincent Billier und Le Cercle de l’Harmonie unter der Leitung von Jérémie Rhorer. Darüber hinaus gibt es eine Audioaufnahme aus dem Jahr 1978 mit Mady Mesplé, Bruce Brewer, Jules Bastin, Danièle Perriers und dem Philharmonischen Orchester von RTB unter der Leitung von Edgard Doneux. Diese Aufnahme wurde im Jahr 2002 als CD erneut in den Handel gebracht.

## Digitalisate
- L’amant jaloux: Noten und Audiodateien im International Music Score Library Project
- Libretto (französisch), Paris 1779. Digitalisat bei Google Books
- Der eifersüchtige Liebhaber. Libretto (deutsch), Wien 1780. Digitalisat der Library of Congress (Übersetzung: Johann Gottlieb Stephanie)